# Lago Chala
El lago Chala es un lago en una caldera volcánica en la frontera de Kenia y Tanzania, en el borde oriental del monte Kilimanjaro, en la Región de Kilimanjaro, de Tanzania, y la Provincia Costera , de Kenia. Se encuentra a unos 50 km al sudeste de la cima del Kilimanjaro, a 8 km al norte de la población de Taveta, de 11.500 habitantes y a unos 55 km al este de Moshi, de 190.000 habitantes.
Según la época del año, el color del lago varía del turquesa al verde claro. Tiene forma cuadrangular y el borde del cráter se eleva hasta unos cien metros de altura en sus orillas arboladas. Se alimenta de manantiales, algunos procedentes del Kilimanjaro y drena bajo tierra con unas pérdidas anuales de 10 millones de m³. Esto hace que el lago pierda volumen. En los seis años anteriores a 2011 perdió 2,4 m de altura, pero en ese año ascendió 1 m.
El lago es hogar de la tilapia endémica del lago Chala Oreochromis hunteri, considerada en peligro crítico por la lista roja de especies amenazadas de la IUCN.
A principios del siglo XX se introdujeron cocodrilos en el lago y en 2002 una mujer fue asesinada por uno de ellos, un Crocodylus niloticus, mientras nadaba. Desde entonces, los pescadores locales han iniciado su erradicación mediante la caza y el envenenamiento, de forma que se ignora si todavía queda alguno.
Esta área volcánica está sufriendo un rápido aumento del turismo, de forma que en el lado tanzano ya se ha instalado un campamento donde acampar y pasar unos días de vacaciones.

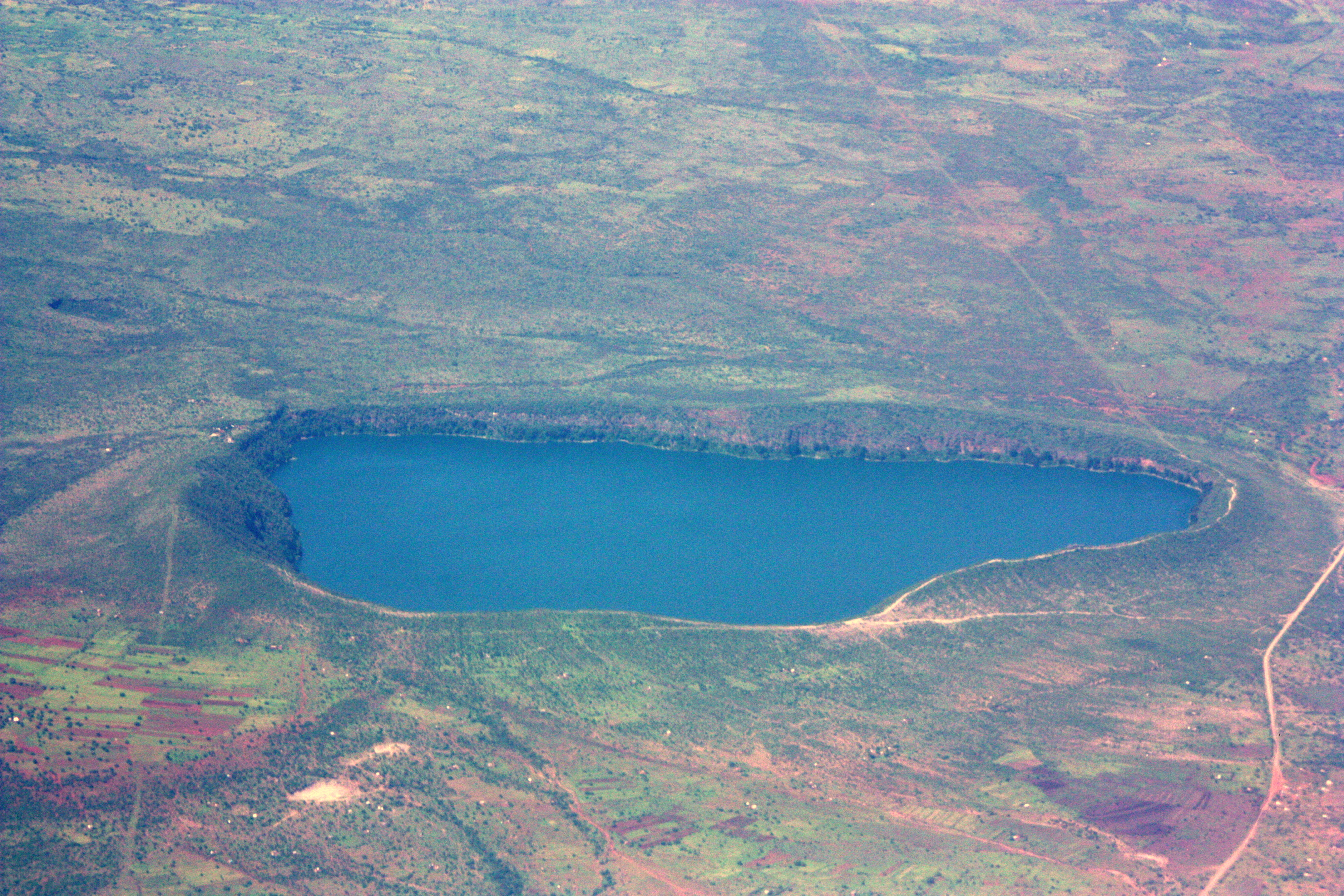
Vista aérea del lago Chala